# Koellikerina ornata
Koellikerina ornata is een hydroïdpoliep uit de familie Bougainvilliidae. De poliep komt uit het geslacht Koellikerina. Koellikerina ornata werd in 1959 voor het eerst wetenschappelijk beschreven door Kramp. 